# 문화간 의사소통
문화간 의사소통(Intercultural communication, cross-cultural communication)은 글로벌 커뮤니케이션의 한 형태이다. 널리는 커뮤니케이션 문제가 종교, 사회, 민족(인종), 교육 등의 배경이 다른 개인이 모인 조직에서 자연스럽게 발생하는 것으로 보인다. 다른 문화적 행동이나 국가에서의 행동을 이해할 필요성이 발견되며, 주변 환경(사람)과의 커뮤니케이션과 인식도 필요하다. 다른 문화 배경에 대한 상호작용도 필요하며, 언어를 통해 문화간 의사소통은 사회적 성분, 생각의 패턴, 및 다른 그룹의 문화를 이해하고 교류하게 된다. 민족학, 문화학, 언어학, 심리학, 커뮤니케이션학과 관계 있는 분야로서, 국제 비즈니스에서도 요청된다. 문화간 의사소통 기술의 개발도 연구되고 있으며, 리서치(research)가 주된 연구 방법이다.

## 같이 보기
- 문화 충격